# Großmut

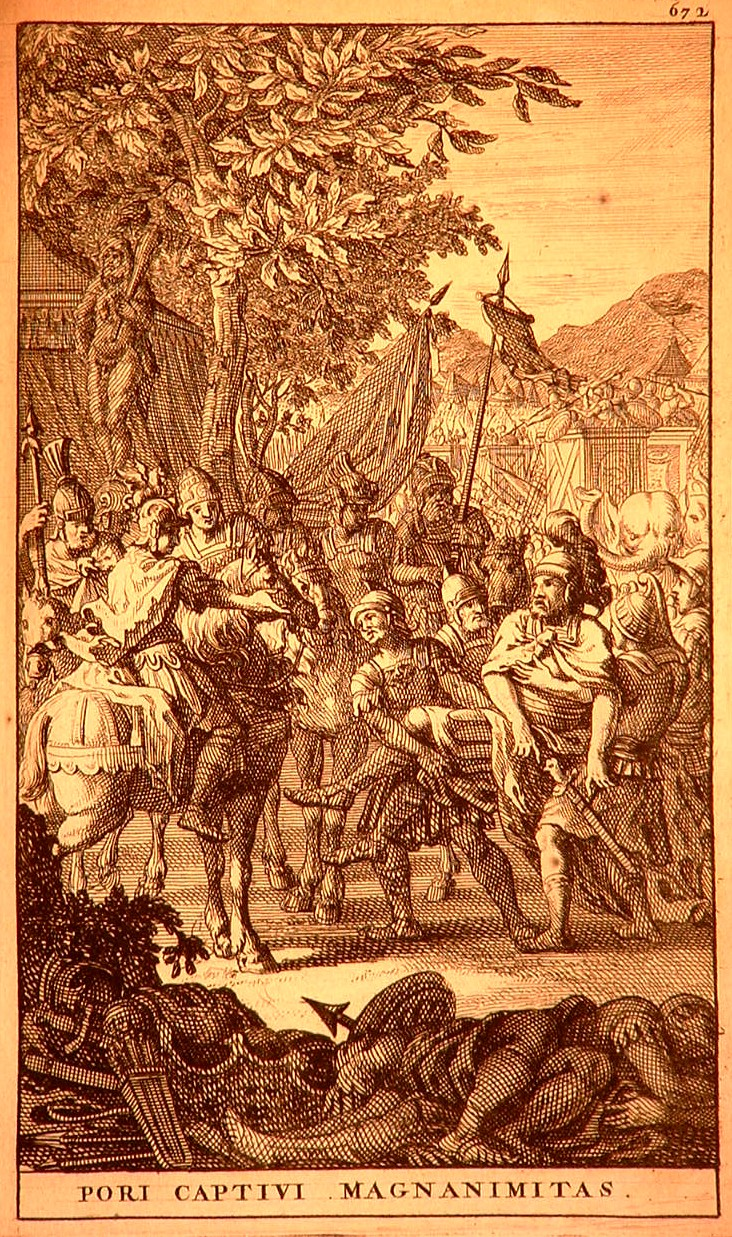
Die Großmut Alexanders des Großen gegenüber dem gefangenen indischen König Poros.

Großmut (von altgriechisch μεγαλοψυχία megalopsychia; lateinisch magnanimitas) ist die Charaktereigenschaft einer Persönlichkeit, Handlungen gegen die eigene Person vergeben zu können, Zitat: „groszmuth ist edelmuth mit selbstbesiegung“. Einer der klassischen Gegenbegriffe ist „Rachsucht“, ein moderner Gegenbegriff ist die Eigenschaft „nachtragend“. Großmut wird üblicherweise als eine Tugend bewertet. Als Untugend wird dagegen die gegenteilige Charaktereigenschaft, der „Kleinmut“ oder die „Kleinmütigkeit“.

## Näheres
Seit der Antike gilt die Großmut als wichtige Tugend, insbesondere von Herrschern. Bereits Aristoteles erörterte sie in seiner Nikomachischen Ethik als wünschenswerte Herrschertugend. In der römischen Antike wurde die magnanimitas Cäsars sprichwörtlich. Die „Großmut“ einiger Monarchen wurde historisch in ihrem Beinamen gewürdigt, so etwa bei Alfons dem Großmütigen von Aragon, Philipp dem Großmütigen von Hessen oder Johann Friedrich dem Großmütigen von Sachsen.
Berühmtheit erlangte auch die Amnestie Mohammeds gegenüber seinen jahrelangen Feinden und Verfolgern unter den Führern Mekkas nach der Einnahme der Stadt.
Das Gnadenrecht und die Möglichkeit der Amnestie können als Institutionalisierungen des Ideals der Großmut im Staatsrecht betrachtet werden.
Um 2020 wurde in der Philosophie wieder um eine Wiederbelebung der Großmut gerungen, gerade als Antwort auf damalige gesellschaftliche Herausforderungen.

### Künstlerische Bearbeitungen
In Wolfgang Amadeus Mozarts 1782 uraufgeführter Oper Die Entführung aus dem Serail ist die Großmut des Bassa Selim das zentrale Motiv. In seiner Oper La clemenza di Tito (1791) ist die Großmut des römischen Kaisers Titus das zentrale Thema.
Conrad Ferdinand Meyer behandelte die Tugend der Großmut in seiner Ballade Der gleitende Purpur.